# Ušće (Kraljevo)
Ušće (kyrillisch: Ушће) ist ein Dorf im Westen Serbiens. Das Dorf liegt an den Ufern des Flusses Ibar, sein Name bedeutet im Deutschen Flussmündung.

## Geographie
Ušće liegt in der Opština Kraljevo im Okrug Raška. Das von Wäldern umgebene Dorf befindet sich an der Mündung des Flusses Studenica in den Ibar. Zudem liegt das Dorf auch am Fluss Raduša. Der Ort liegt 338 Meter über dem Meeresspiegel im zentralen Teil des Ibar-Tals. 
Das Dorf besitzt durch die umliegenden Wälder und Flüsse ein mildes Klima. 
Im Gegensatz zu anderen Regionen Serbiens sind auch die Winter um Ušće mild. Die Bergketten des Kopaonik, der Željina, der Radočela und des Stolov, sowie deren untergeordneten kleinere Berge behalten einen Großteil der Winde bei sich. Auch wehen um Ušće sowie das ganze Ibar-Tal die wärmsten, aus Süden kommenden Winde Serbiens, sodass Schnee nicht lange im Ort liegen bleibt.

## Geschichte
Wann das Dorf gegründet wurde, ist nicht bekannt. Im Serbisch-orthodoxen Kloster Studenica liegen Aufzeichnungen vor, dass das Kloster 1781 bei einem Bewohner aus Ušće einen Weinberg  gekauft hat. 
Eine der wichtigsten Personen des Dorfes war der Händler Lazar Prokić aus Studenica. Er zog 1882 ins Dorf. Im Ort errichtete er mehrere Gebäude, wie die erste Schule, die er 1907 errichten ließ und dem Dorf schenkte. Die Schule ist heute noch in Betrieb und in guten baulichen Zustand.
Da das Kloster Studenica nicht weit vom Dorf liegt, sind die berühmtesten und wichtigsten Personen aus dem Raum um Ušće, Angehörige der serbischen Königsdynastie der Nemanjić, in erster Linie der Begründer Stefan Nemanjić und sein Sohn Rastko, auch bekannt als Hl. Sava von Serbien, wichtigster Heiliger der Serbisch-orthodoxen Kirche.

## Opština Ušće
Bis zum Jahre 1965, war das Dorf der Sitz der Opština Ušće. Diese Gemeinde bestand aus den Dörfern: Bare, Bojanići, Borovo, Brezova, Bzovik, Cerje, Dolac, Dražiniće, Đakovo, Gokčanica, Kamenjani, Lozno, Međurečje, Miliće, Mlanča, Orlja Glava, Plana, Polumir, Predole, Reka, Rudno, Rudnjak, Savovo, Tadenje, Tepeče, Ušće, Vrh und Zasad. Mit Auflösung der Gemeinde, ist das gesamte Gebiet, der ehemaligen Gemeinde Ušće, zu einem Teil der Gemeinde Kraljevo geworden. Jedoch bekam der Ort den formellen Status einer Kleingemeinde.

## Bevölkerung
Das Dorf liegt in der Opština Kraljevo, im Okrug Raška. Ušće hatte bei der Volkszählung 2002 2040 Einwohner, während es 1991 1958 Einwohner waren. Die Bevölkerung stellen mehrheitlich orthodoxe Serben und eine Minderheit, ebenfalls orthodoxer Montenegriner. Zudem leben im Dorf noch Jugoslawen und Mazedonier. Das Dorf besteht aus 630 Haushalten.
Die Zahl der Einwohner um die Siedlung Ušće nahm bis in die 2000er Jahre ständig zu. In den 1960er Jahren hatte Ušće mit Umgebung 1600 Einwohner, in den achtzigern 1700, in den 1990er Jahren fast 2000. Und um 2002 waren es im Raum Ušće über 4000 Einwohner.
Dieses Wachstum ist kein Spiegelbild einer hohen Geburtenrate, sondern die Entwicklung von mehreren kleineren Bauprojekten, die Auswirkungen auf die Bevölkerung der umliegenden Weiler hatten und es so zum Zusammenschluss des Dorfes mit den umliegenden Weilern kam.
Seit 2002 geht die Bevölkerung des Ortes langsam zurück, weil Fabriken des Ortes wegen schlechten Wirtschaftslage in die Insolvenz gingen. Noch in Betrieb sind das Braunkohlewerk Ekonom und die Privatfirma Ekofarm. Die Fabrik zur Herstellung von Laminat, die Fabrik für Landwirtschaftsartikel und die Textilfabrik wurden geschlossen. Im Ort werden vermehrt kleinere Dienstleistungsbetriebe wie Restaurants eröffnet.

### Demographie
| Jahr | Einwohnerzahl |
| ---- | ------------- |
| 1948 | 952           |
| 1953 | 1126          |
| 1961 | 1591          |
| 1971 | 1598          |
| 1981 | 1700          |
| 1991 | 1958          |
| 2002 | 2040          |

## Infrastruktur
Im Dorf liegt die Grundschule Milun Ivanović mit rund 400 Schülern. Die Schule unterhält auch kleine Klassen auch in den Dörfern Polumir, Gokčanica, Lozno und Reka. Zu den kulturellen Institutionen von Ušće gehören eine Bibliothek mit über 20.000 Bücher, ein kleines Kunstmuseum, ein Kino und die Kulturvereinigung von der Bogorodica Studenička (die Gottesmutter von Studenica). 
Ušće ist heute ein Dorf städtischen Typs, es besitzt eine Wasserversorgung und eine Kanalisation. Zudem besitzt der Ort eine Polizeistation, eine Post, eine Bank sowie beleuchtete und gepflasterte Straßen.

## Sport
Ušće ist sportlich in Serbien selbst und auch in Westeuropa vor allem durch sein Wildwasserkajakteam bekannt. Der Fußballverein Radnik spielte ehemals mit Vereinen wie Javor aus Ivanjica und Bane aus Raška mit. Der Club brachte viele qualifizierte Spieler hervor, die alle in der zweiten serbischen Liga spielen. Der erfolgreichste Fußballer aus Ušće ist Dragan Mladenović, ein ehemaliger Spieler vom Belgrader Fußballverein Roter Stern. Seit einiger Zeit gibt es im Ort ein weibliches Volleyball-Team, bestehend aus Schülerinnen der Grundschule des Dorfes.